# Campeonato Uruguayo de Fútbol Femenino 2012
El Campeonato Uruguayo de Fútbol Femenino 2012 fue la decimosexta edición del Campeonato Uruguayo de Fútbol Femenino. 
El torneo consistió en un campeonato a una ronda todos contra todos, clasificando a la Copa de Oro los primeros ocho y los restantes siete a la de Copa de Plata. Se coronó campeón el Club Atlético Cerro.

## Equipos participantes

### Datos de los equipos
| Club                 | Ciudad     | Estadio                    | Capacidad | Fundación                | Temporadas | Temp. Consecutivas | Títulos | Subtítulos | 2011 |
| -------------------- | ---------- | -------------------------- | --------- | ------------------------ | ---------- | ------------------ | ------- | ---------- | ---- |
| Bella Vista          | Montevideo | -                          | -         | 4 de octubre de 1920     | 4          | 3                  | —       | —          | 4°   |
| Cerro                | Montevideo | -                          | -         | 1 de diciembre de 1922   | 7          | 5                  | —       | 1          | 2°   |
| Colón                | Montevideo | Parque Doctor Carlos Suero | 2.000     | 12 de marzo de 1907      | 3          | 3                  | —       | —          | 3°   |
| Huracán              | Montevideo | -                          | -         | 1 de agosto de 1954      | 9          | 8                  | —       | 2          | 6°   |
| Montevideo Wanderers | Montevideo | -                          | -         | 15 de octubre de 1933    | 9          | —                  | —       | 1          | —    |
| Nacional             | Montevideo | -                          | -         | 14 de mayo de 1899       | 10         | 2                  | 4       | 4          | 1°   |
| Peñarol              | Montevideo | -                          | -         | 28 de septiembre de 1891 | —          | —                  | —       | —          | —    |
| Racing               | Montevideo | -                          | -         | 6 de abril de 1919       | 6          | 1                  | —       | —          | 9°   |
| Rocha                | Rocha      | -                          | -         | 1 de agosto de 1999      | —          | —                  | —       | —          | —    |
| Salto City           | Salto      | -                          | -         | 2010                     | —          | —                  | —       | —          | —    |
| Salus                | Montevideo | -                          | -         | 10 de abril de 1928      | 1          | 1                  | —       | —          | 5°   |
| San Francisco        | Canelones  | Parque Manuel Borrazás     | -         | 19 de septiembre de 1958 | 3          | 3                  | —       | —          | 8°   |
| Seminario            | Montevideo | -                          | -         | -                        | 1          | 1                  | —       | —          | 10°  |
| UdelaR               | Montevideo | -                          | -         | -                        | 7          | 7                  | —       | —          | 7°   |

Notas: Los datos estadísticos corresponden a los campeonatos uruguayos oficiales. Las fechas de fundación de los equipos son las declaradas por los propios clubes implicados. La columna «Estadio» refleja el estadio donde el equipo más veces oficia de local en sus partidos, pero no indica que sea su propietario. Véase también: Estadios de fútbol de Uruguay.
1. ↑  La fecha de fundación es cuestionada desde 1941, cuando Peñarol festejó su cincuentenario, a partir de editoriales publicadas en el diario El País sosteniendo que CURCC y Peñarol fueron instituciones distintas, y que por lo tanto la fecha de fundación sería el 13 de diciembre de 1913. Esto ha dado origen a la discusión del decanato.[1]

## Primera Fase

### Grupo A
| Equipo    | PJ | PG | PE | PP | Pt. |
| --------- | -- | -- | -- | -- | --- |
| Nacional  | 5  | 5  | 0  | 0  | 15  |
| Wanderers | 5  | 4  | 0  | 1  | 12  |
| Colón     | 5  | 3  | 0  | 2  | 9   |
| Salus     | 5  | 2  | 0  | 3  | 6   |
| Seminario | 5  | 1  | 0  | 4  | 3   |
| Racing    | 5  | 0  | 0  | 5  | 0   |

### Grupo B
| Equipo        | PJ | PG | PE | PP | Pt. |
| ------------- | -- | -- | -- | -- | --- |
| Bella Vista   | 6  | 6  | 0  | 0  | 18  |
| Cerro         | 7  | 5  | 0  | 2  | 15  |
| Salto City    | 7  | 4  | 1  | 2  | 13  |
| Huracán       | 7  | 4  | 1  | 2  | 13  |
| UdelaR        | 6  | 2  | 0  | 4  | 6   |
| Peñarol       | 7  | 1  | 2  | 4  | 5   |
| Rocha         | 6  | 0  | 1  | 5  | 1   |
| San Francisco | 6  | 1  | 1  | 4  | 4   |

## Copa de Oro

### Cuartos de final
| 25 de noviembre de 2012 | Cerro                                 | 2:1 (2:1) | Colón              | Estadio Charrúa, Montevideo                        |                                                    |
| 10:00                   | Valeria Bonora 5' · Lourdes Viana 26' | Reporte   | Romina Álvarez 42' | Asistencia: 30 espectadores Árbitra: Adela Sánchez | Asistencia: 30 espectadores Árbitra: Adela Sánchez |

| 25 de noviembre de 2012 | Wanderers | 2:0 | Salto City | Estadio Charrúa, Montevideo |  |
| 16:00                   |           |     |            |                             |  |

| 25 de noviembre de 2012 | Bella Vista | 4:0     | Salus | Estadio Charrúa, Montevideo |  |
| 18:00                   |             | Reporte |       |                             |  |

| 2 de diciembre de 2012 | Nacional                                                                                        | 10:0 (4:0) | Huracán | Estadio Charrúa, Montevideo |                             |
|                        | Silveira 9', 53' · Garrido 23', 37', 46' · Buidid 28' · Bonilla 71', 83' · Cappelletti 86', 87' | Reporte    |         | Asistencia: 40 espectadores | Asistencia: 40 espectadores |

### Semifinales
| 9 de diciembre de 2012 | Cerro                               | 1:1 (0:1) (3:2 p.)         | Nacional                                              | Estadio Charrúa, Montevideo  |                              |
|                        | Lourdes Viana 7'                    | Reporte                    | Keisy Silveira 77'                                    | Asistencia: 250 espectadores | Asistencia: 250 espectadores |
|                        |                                     | Tiros desde el punto penal |                                                       |                              |                              |
|                        | Olivera · Viana · García · Castillo |                            | F. Silvera · Bonilla · S. Soravilla · Buidid · Colmán |                              |                              |

| 9 de diciembre de 2012 | Wanderers | 1:1 (2:1 p.) | Bella Vista | Estadio Charrúa, Montevideo |  |
|                        |           | Reporte      |             |                             |  |

### Final
| 15 de diciembre de 2012 | Cerro                                                                                 | 5:1     | Wanderers        | Estadio Charrúa, Montevideo |  |
| 18:00                   | Sofía Olivera (arq.) (pen.) · Valeria Bonora · Denise Duffau · Lourdes Almirón (pen.) | Reporte | Triana Martirena |                             |  |

| Uruguay                                 |
| Campeón Uruguayo 2012 Cerro 1.er título |

## Clasificación aCopa Libertadores 2013
Uruguay disponía de dos cupos: Uruguay 1, el campeón del próximo torneo, y Uruguay 2, el de este. Sin embargo, la Conmebol eliminó uno de los cupos y adelantó la fecha de la Copa para antes de que el torneo 2013 hubiera concluido. AUF decidió entonces que el cupo a eliminar fuera el de Cerro (Uruguay 2) y que Uruguay 1 se jugara en un torneo "relámpago" de eliminación directa entre los 8 participantes de la Copa de Oro.
Cerro se mostró disconforme, ya que consideraban que lo correcto era mantener el cupo que ya habían ganado y eliminar el que aún no había sido asignado. El torneo "relámpago" se jugó de todas formas en octubre de 2013 y fue ganado por Nacional.